# Rubia himalayensis
Rubia himalayensis är en måreväxtart som beskrevs av Johann Friedrich Klotzsch. Rubia himalayensis ingår i släktet krappar, och familjen måreväxter. Inga underarter finns listade i Catalogue of Life.